# Livrei

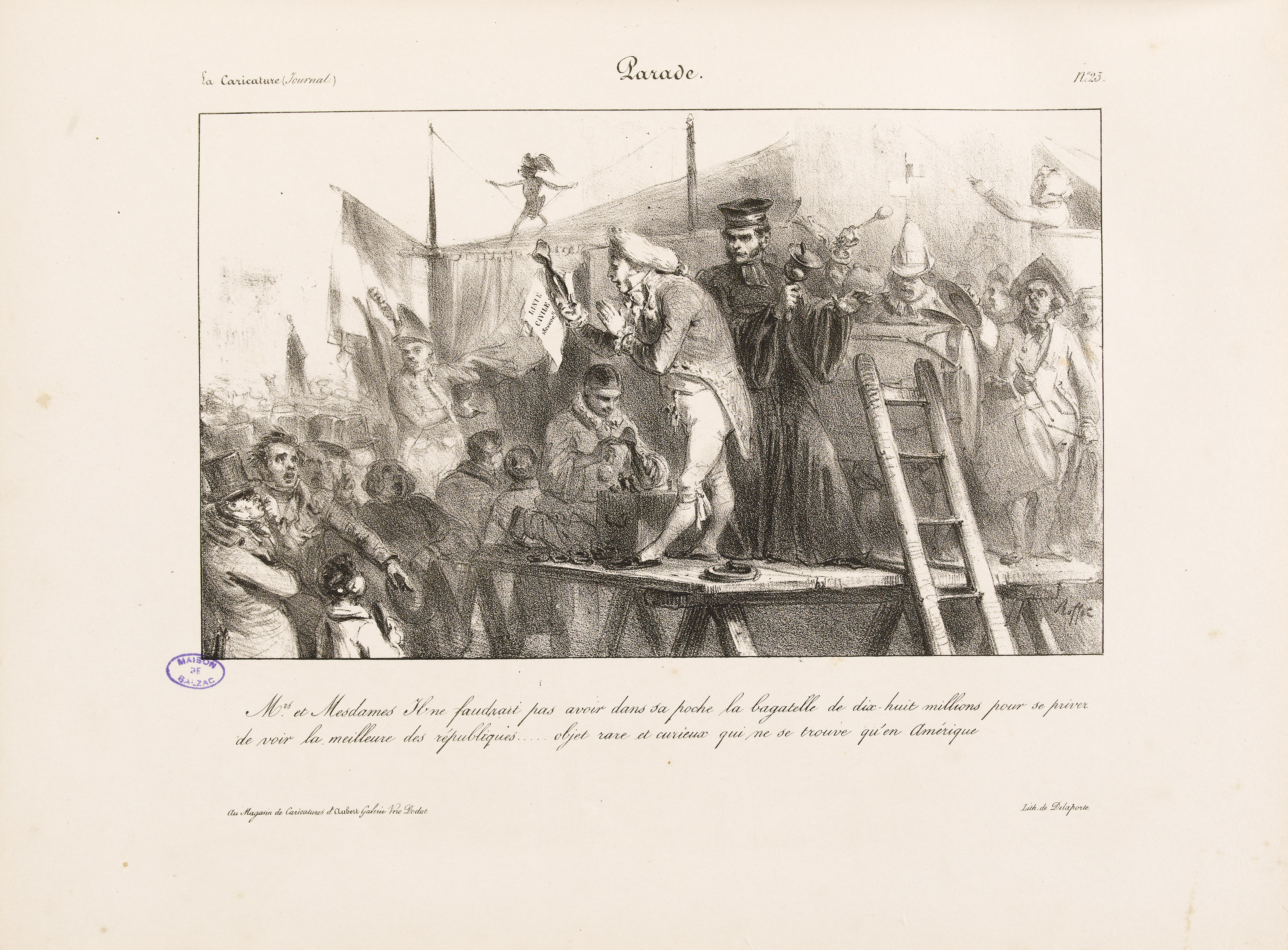
Lakeien in livrei aan het Britse Hof

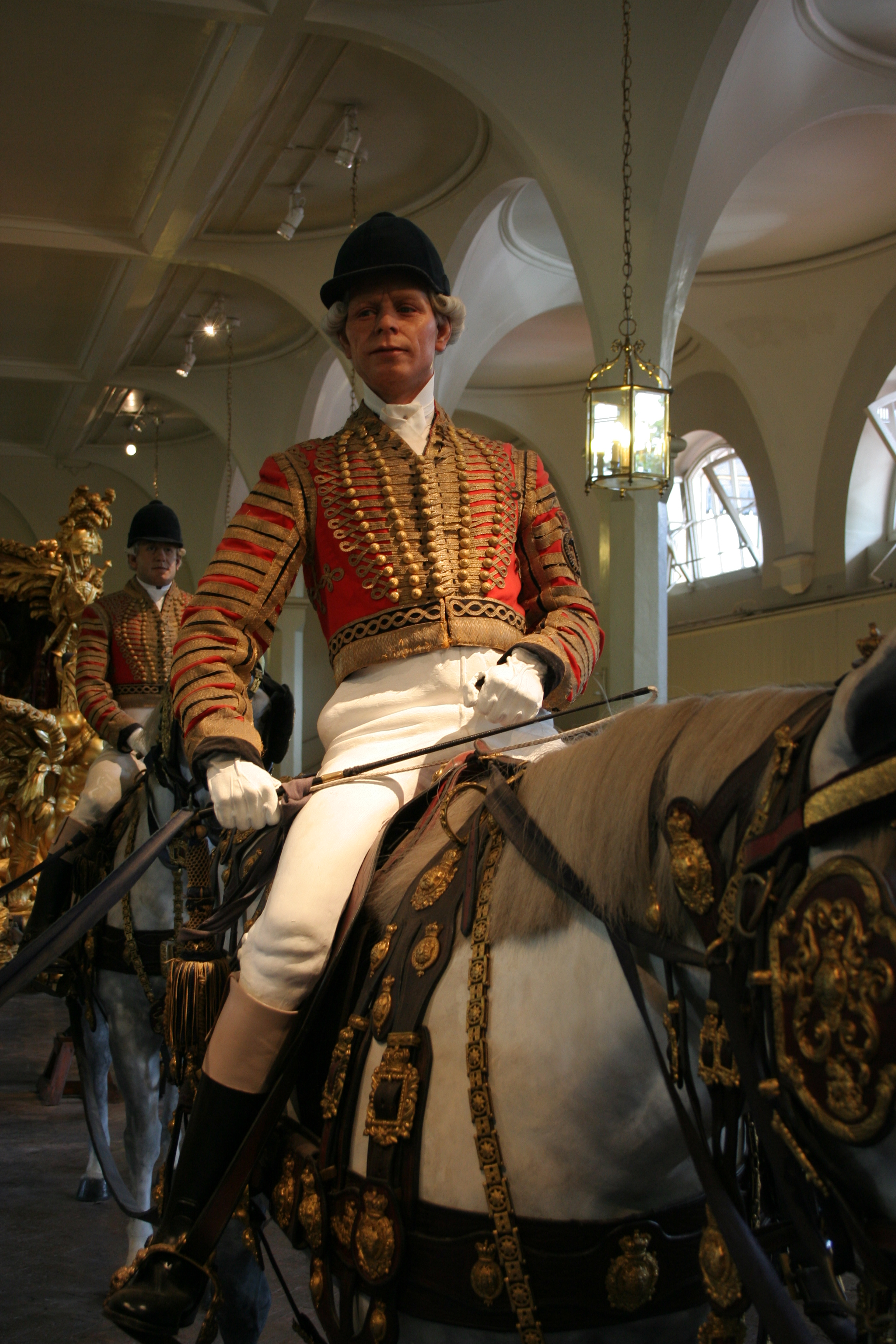
Livrei van een palfrenier

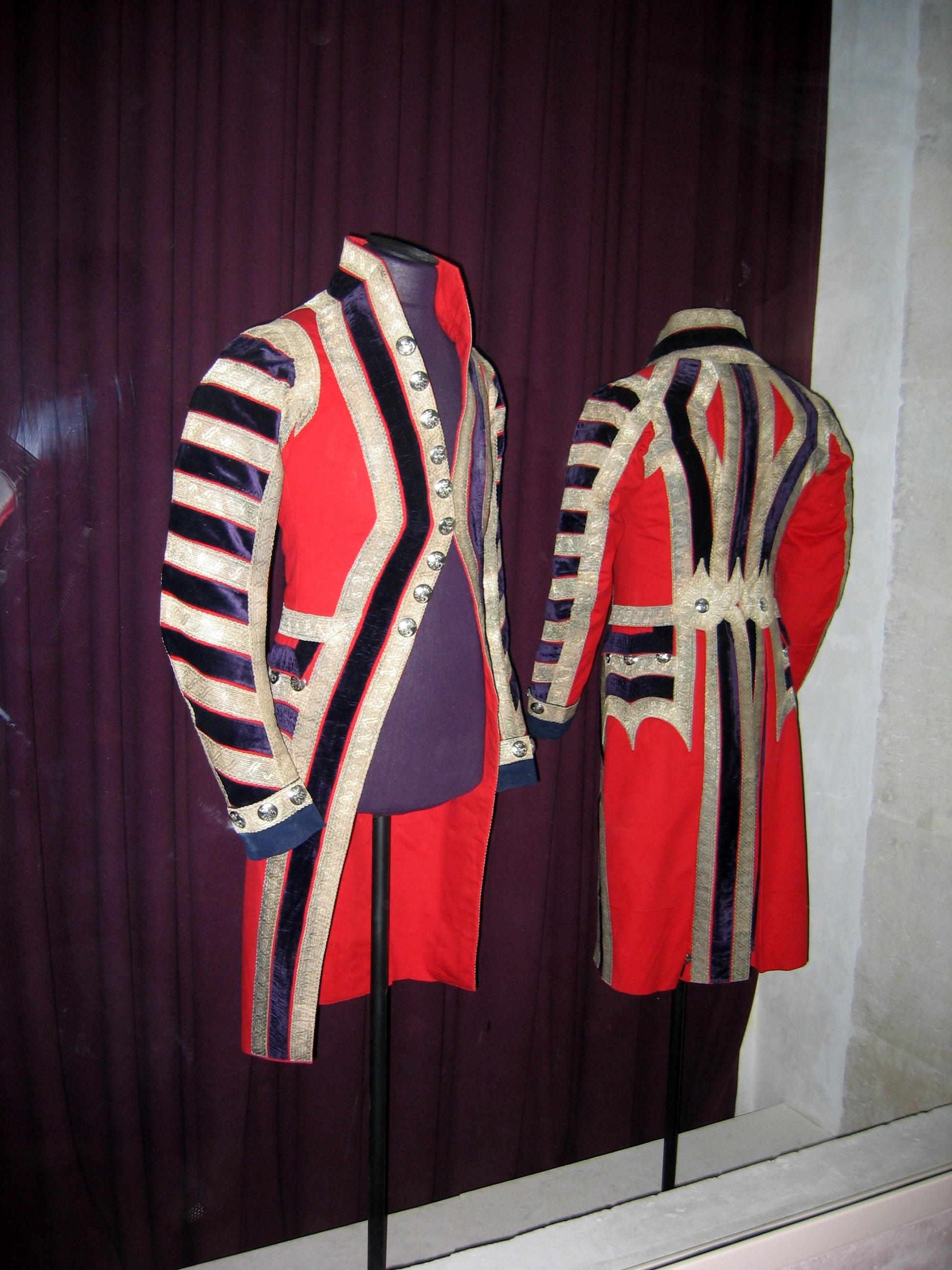
Livreien van het Franse hof

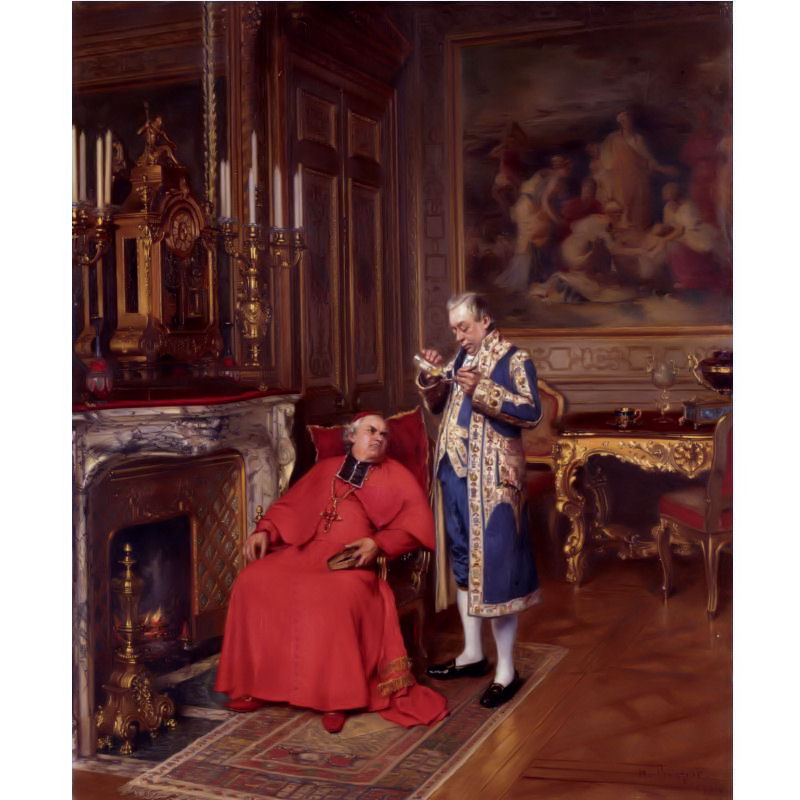
Blauwe livrei

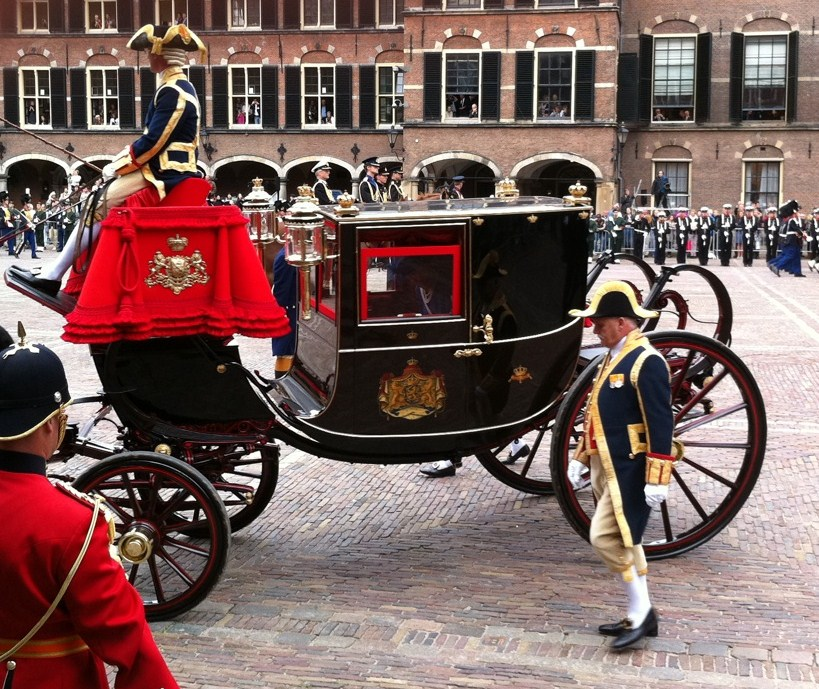
De staatslivreien van het Nederlandse hof

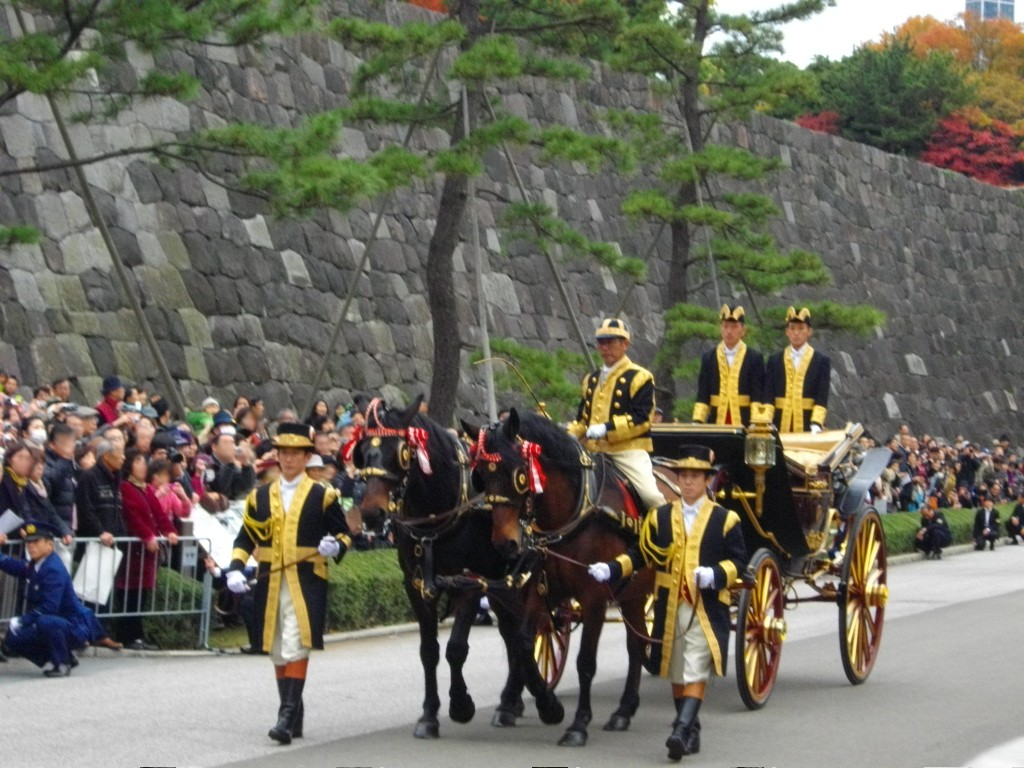
De livreien aan het Japanse hof

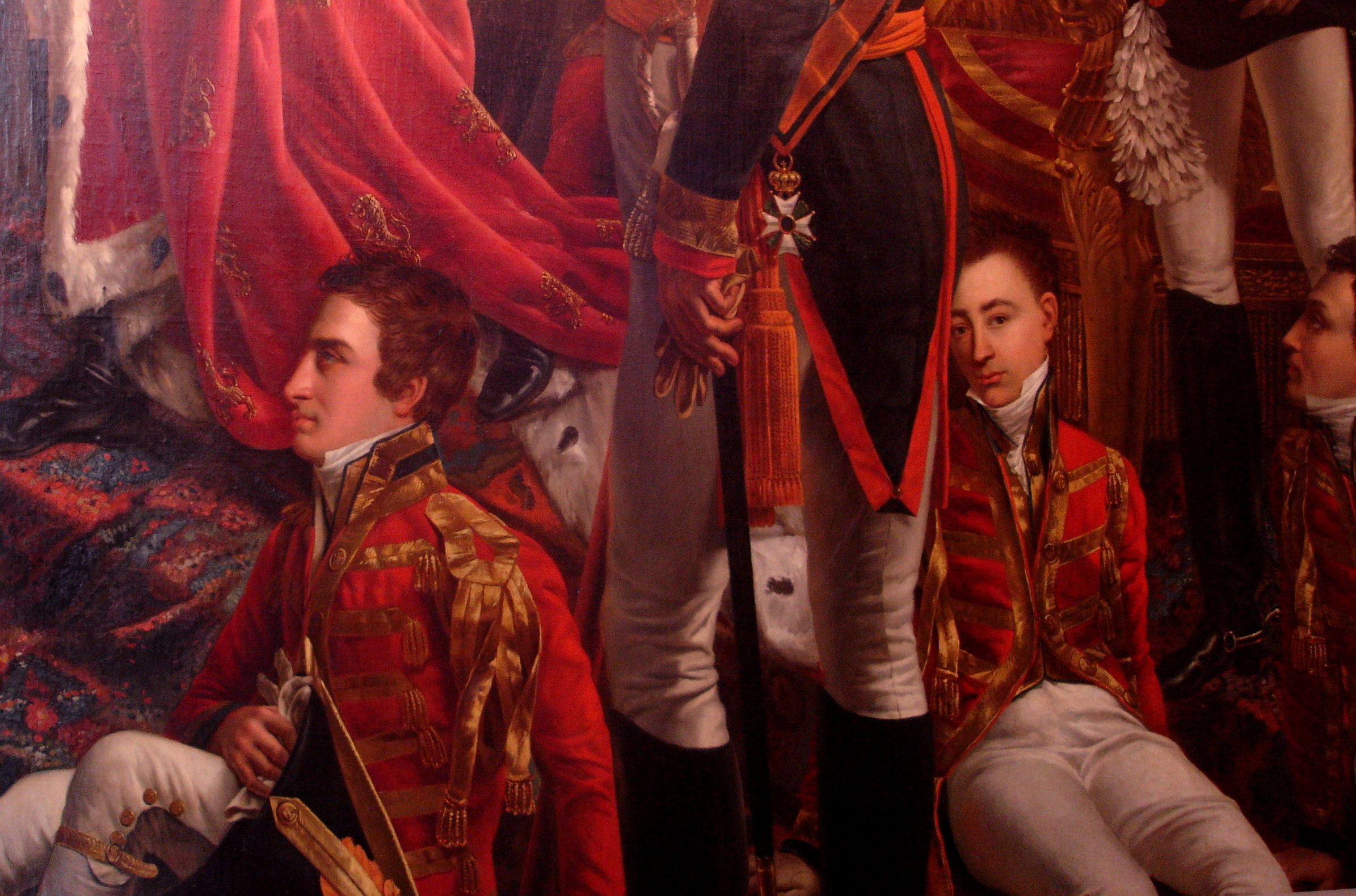

Een livrei is het ambtsuniform van een lakei werkend aan een koninklijk hof. Vaak is het dragen van een livrei en de uitvoering onderdeel van een eeuwenoude traditie. In het verleden hadden ook edellieden hun eigen lakeien in livrei. Deze traditie is na de Tweede Wereldoorlog verdwenen.

## Etymologie
Het woord 'livrei' is afkomstig van het Franse werkwoord livrer (leveren, verstrekken). Dit heeft betrekking op 'het geleverde' (kostuum) aan de lakei.

## Private gelegenheden
De lakei is in private dienst aan het hof en draagt hierbij meestal een gemakkelijk en sober uniform; vaak heeft dit iets weg van een zwarte galarok.

## Staatsgelegenheden
De lakei is in dienst van het staatshoofd en draagt bij aan de grandeur van het hof. Voor bepaalde gelegenheden (doopsels, huwelijken, staatsbezoeken, opening van parlement) wordt een beroep gedaan op oude uniformen; vaak zijn deze prachtig versierd met gouden linten, knopen en wapenschilden of monogrammen. Ook worden er verschillen gemaakt in graden, naargelang van de trouwe dienst en anciënniteit door medailles. Naargelang van de gelegenheid spreekt men van een gala- of een staatslivrei.
Elk hof heeft zijn eigen uitwerking van de livrei; de lakei is daarmee nog altijd het voorbeeld van een eeuwenoude traditie.

## Het Belgische hof
De staatslivrei aan het Belgische hof dateert uit de tijd van koning Leopold II; het bestaat uit een rood vest afgezet met goud en een ondervest en kniebroek uit ecru, beide ook afgezet met goud. Op de schouder is een schild met daarop het wapen van Koning Filip geborduurd in gouddraad. Voorts witte kniekousen en handschoenen.
Echte lakeien zijn er niet meer zoveel aan het hof, daarom wordt vooral bij grote banketten een beroep op hotelscholen gedaan.

## Het Nederlandse hof
Aan het Nederlandse hof worden nog drie livreien gebruikt, het Gala-tenue, het Demi-gala-tenue en het zogenoemde Galon-tenue. Daarnaast is er ook nog het Klein-tenue, dat in intieme kring wordt gedragen. Deze livreien worden ook gedragen door de koetsiers.

### Gala-tenue
Deze livrei heeft een Nassaublauwe jas afgezet met goudgalon, Daarbij een beige kniebroek van fluweel, afgezet met een band van goudgalon. Daarbij een rood vest met goudgalon en zwarte pumps met vergulde gesp. De witte kniekousen en handschoenen zijn van wit katoen. Wanneer de lakeien bij een rijtuig dienstdoen, dragen zij een steek. Vanwege de opvallende kleuren en het plechtige voorkomen wordt dit tenue alleen bij officiële gebeurtenissen aan het hof gedragen.

### Demi-gala-tenue
Deze livrei vindt zijn oorsprong in de 18e-eeuwse mode, het Demi-gala houdt het midden tussen het Gala-tenue en het Galon-tenue.
De Nassaublauwe Demi-galajas is evenals de jas van het Gala-tenue voorzien van een goudgalon met een ingeweven naar links kijkende leeuw.
Dit goudgalon is echter half zo breed als bij het Gala-tenue. De jassen zijn gemaakt van nassaublauw laken, een voorgekrompen wollen stof. De fluwelen kniebroeken naar 18e-eeuws model zijn zowel bij het Demi-gala als bij het Galon-tenue nassaublauw. De kniekousen en handschoenen zijn van wit katoen. Daarbij worden zwarte pumps met vergulde gesp gedragen. Wanneer lakeien bij een rijtuig dienstdoen, dan dragen zij een steek.
De kleuren blauw en goud vinden hun oorsprong in de wapenkleuren van het Huis van Oranje-Nassau. De kleur oranje is terug te vinden in de kokarde op de steek.

### Galon-tenue
Deze livrei heeft een nassaublauwe jas afgezet met goudgalon. De mouwen zijn omgeslagen en de jas heeft twee zakken. Daarbij een rood vest met goudgalon, De knopen van het Galon-tenue zijn verguld. De kniebroek, uitgevoerd in blauw fluweel, is afgezet met een band van goudgalon. De handschoenen en de kniekousen zijn uitgevoerd in witte katoenen stof. Bij dit tenue worden zwarte pumps met vergulde gesp gedragen.
Wanneer lakeien bij een rijtuig dienstdoen, dragen zij een galonhoed met oranje kokarde.

## Buitenlandse hoven

### Het Britse hof
Aan het Britse hof worden nog steeds verschillende livreien gedragen door de lakeien, gaande van eenvoudige dagkledij tot imposante staatslivreien uit de tijd van koningin Victoria.
Het Britse hof is bekend door zijn ceremoniële pracht en de kleurrijke lakeien zijn daar een onderdeel van.
De eenvoudige livrei bestaat uit een zwarte kniebroek met een rood vest daarover, alles afgezet met goud. De grote staatslivrei bestaat uit een rode fluwelen kniebroek met daarover een groot rood zijden vest met horizontaal grote stroken goud. Rond de hals een halsdoek die is afgezet met kant. Buiten wordt een grote zwarte tricot met rode veren en gouden ornamenten gedragen. Op de mouwen staat het monogram van de koning. Verder worden kniekousen en zwartgelakte schoenen met een grote ronde gesp gedragen.
Van dit type livrei zijn in 2005 oude exemplaren van het huis Hannover geveild bij Sotheby's, per kavels van twee.

### Het Deense hof
De staatslivreien aan het Deense hof bestaan uit een kniebroek uitgevoerd in kanariegele stof met daarover een rood vest waarvan de vorm scherp is afgepunt. De biezen zijn afgezet met een zilveren rand. De voorzijde wordt hier altijd gesloten gedragen en is afgewerkt met grote horizontale zilveren strepen.

### Het Noorse hof
De Noorse livrei bestaat uit een donkere kniebroek, een rood ondervest en een donker bovenvest. De kniekousen zijn wit.

### Het Spaanse hof
Aan het Spaanse hof dragen de lakeien een grote blauwe livrei die dubbel is afgezoomd met een gouden galon met een rode strook ertussen. Er worden een blauwe kniebroek en rode kniekousen bij gedragen. De dagelijkse livrei bestaat uit een lange blauwe broek en een blauwe frak, beide afgezoomd met een gouden boord. Palfreniers dragen een tricot met rode struisvogelveren.

### Het Zweedse hof
Aan het Zweedse hof worden kanariegele kniebroeken gedragen, met een donkerblauwe vest. Daaronder witte kniekousen. Het vest is afgezet met zilveren linten en versierd met het koninklijk monogram. Er zijn verschillende hoofddeksels, voor zowel binnen als buiten. Voor grote staatsdiensten worden handschoenen gedragen.

## Trivia
Het Engelse livery betekent niet alleen livrei, maar wordt ook gebruikt voor de beschildering van een voertuig, bijvoorbeeld het geel en blauw van Nederlandse treinen.  In het Nederlands is "livrei" in deze betekenis niet juist.